# Jeanne Lévy
Jeanne Lévy (* 1897; † 1993) war eine französische Medizinerin, Pharmakologin und Chemikerin.
Jeanne Lévy studierte Chemie in Paris als Schülerin von Marc Tiffeneau, einem organischen Chemiker, der Professor für Pharmakologie an der medizinischen Fakultät der Sorbonne wurde. 1920 erhielt sie ihren Abschluss in organischer Chemie. 1930 wurde sie in Medizin promoviert. 1934 erhielt sie als erste Frau die Agrégation in Medizin in Frankreich. Sie musste als Jüdin während der Besetzung von Paris im Zweiten Weltkrieg untertauchen, schloss sich der Résistance an und wurde Kommunistin. Nach dem Ende der Besatzung genoss sie die Protektion der kommunistischen Gesundheitsbehörde, die ihr die Leitung eines gut ausgestatteten Labors für Medikamente gegen Geschlechtskrankheiten am Institut Fournier (Medizinische Fakultät) übertrug. Es gab zwei Forschungsabteilungen, die für Physiologie und die für Chemie (geleitet von der Chemikerin Bianca Tchoubar). 1959 erhielt sie einen Lehrstuhl für Pharmakologie an der medizinischen Fakultät der Sorbonne. Sie war auch in den 1980er Jahren Direktorin des nationalen französischen Labors zur Medikamentenkontrolle (Laboratoire national du contrôle du médicament de la Santé publique).